# (4186) Tamashima
(4186) Tamashima (1977 DT1) – planetoida z pasa głównego asteroid okrążająca Słońce w ciągu 5,48 lat w średniej odległości 3,11 j.a. Odkryta 18 lutego 1977 roku.